# Mariano Baselga
Mariano Baselga y Ramírez (1865-1938) fue un escritor español.

## Biografía
Nació en 1865. Fue colaborador de la Revista de Archivos, Bibliotecas y Museos (1897-1899), El Gato Negro de Barcelona (1898) y otras publicaciones periódicas, entre ellas la Revista de Aragón. Entre las obras de Baselga, que cultivó el género del cuento, se encontraron títulos como Desde el cabezo cortado (1893) o Cuentos de la era (1897). Falleció en 1938.